# Wes Bentley

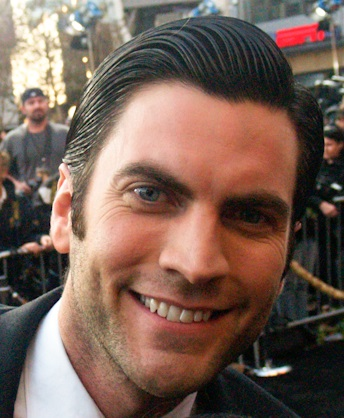
Wes Bentley (2012)

Wesley Cook Bentley (* 4. September 1978 in Jonesboro, Arkansas) ist ein US-amerikanischer Schauspieler.

## Leben
Der zweitjüngste Sohn von Cherie und David Bentley wuchs in Mountain Home, Arkansas, auf. Während der Highschool-Zeit an der Sylvan Hills High School war er Co-Kapitän des Fußballteams, spielte in der Theatergruppe und die Posaune in der Schulband. Seine ersten schauspielerischen Gehversuche machte er auf Kleinkunstbühnen in Little Rock, bevor er auf Bitten seiner Mutter hin an die renommierte Juliard-Schauspielschule nach New York wechselte. Dort studierte er lediglich fünf Monate und verdiente zwischenzeitlich seinen Lebensunterhalt als Kellner in einem Restaurant auf Long Island. Zufällig entdeckte ihn der Regisseur Simon Aeby dort für seinen ersten Spielfilm, den Psychothriller Three Below Zero – Drei unter Null.
Nach seinem Filmdebüt mit einer kleineren Rolle in der Toni-Morrison-Verfilmung Menschenkind fiel er 1999 einem breiten Publikum durch seine facettenreiche Rolle als vermeintlicher Musterschüler, der nebenbei mit Drogen dealt und mit Videoaufnahmen von Nachbarn seinen voyeuristischen Neigungen huldigt, in Sam Mendes’ American Beauty auf. Für diese Rolle erhielt er – neben diversen Nominierungen – einen Chicago Film Critics Association Award, den NBR Award, den Online Film Critics Society Award und einen Screen Actors Guild Award.
In Das Reich und die Herrlichkeit (2000) war er in einer weiteren historischen Rolle zu sehen – als junger, zielstrebiger Eisenbahningenieur während des Goldrauschs in Kalifornien 1849. Einen weiteren Höhepunkt seiner bisherigen Karriere bildete die Rolle des jungen britischen Offiziers Jack Durrance, eines konformistischen Kriegshelden während des Mahdi-Aufstands, in Shekhar Kapurs Die vier Federn (2002). Mit der Darstellung des Dämons Blackheart in dem Film Ghost Rider (2007) verkörperte er erstmals einen Bösewicht. In der Verfilmung der Kurzgeschichte Dolan’s Cadillac (2009) von Stephen King spielte er dann einen ursprünglich pazifistischen, zum Rächer werdenden Pädagogen und kehrte damit zu früheren Rollenformaten zurück. 2014 stellte er in Christopher Nolans Science-Fiction-Film Interstellar den Astronauten Doyle dar.
Von 2018 bis 2024 trat Bentley an der Seite von Kevin Costner in der Neowesternserie Yellowstone in der Rolle des Jamie Dutton auf. 
Von 2001 bis 2009 war er mit Jennifer Quanz verheiratet. 2010 heiratete er Jacqui Swedberg, mit der er einen Sohn (* 2010) und eine Tochter (* 2014) hat.

## Filmografie (Auswahl)
- 1998: Three Below Zero – Drei unter Null (Three Below Zero)
- 1999: American Beauty
- 2000: Das Reich und die Herrlichkeit (The Claim)
- 2001: Carving Out Our Name
- 2001: Soul Survivors
- 2002: Die vier Federn (The Four Feathers)
- 2004: Das Spiel ihres Lebens (The Game of Their Lives)
- 2007: Ghost Rider
- 2007: Weirdsville
- 2007: P2 – Schreie im Parkhaus (P2)
- 2008: The Last Word
- 2008: Edgar Allan Poe’s Das Grab der Ligeia (The Tomb)
- 2009: Dolan’s Cadillac
- 2009: The Ungodly
- 2010: There Be Dragons
- 2010: Jonah Hex
- 2011: Underworld: Awakening
- 2011: Fallen Empire – Die Rebellion der Aradier (Hirokin)
- 2011: Glaube, Blut und Vaterland (There Be Dragons)
- 2012: Gone
- 2012: Die Tribute von Panem – The Hunger Games (The Hunger Games)
- 2013: Lovelace
- 2013: Pioneer
- 2014–2016: American Horror Story (Fernsehserie, 21 Folgen)
- 2014: Interstellar
- 2014: Welcome to Me
- 2015: We Are Your Friends
- 2015: Knight of Cups
- 2015: Final Girl
- 2016: Ein tödliches Versprechen (Broken Vows)
- 2016: Elliot, der Drache (Pete’s Dragon)
- 2018: Mission: Impossible – Fallout
- 2018–2024: Yellowstone (Fernsehserie, 53 Episoden)
- 2019: The Best of Enemies
- 2021–2022: Blade Runner: Black Lotus (Fernsehserie, 11 Episoden, Stimme)

## Auszeichnungen
- National Board of Review Award bester Durchbruch für American Beauty
- Online Film Critics Society Award bestes Ensemble für American Beauty
- Screen Actors Guild Award bestes Ensemble für American Beauty
- Nominierung—BAFTA Award beste männliche Nebenrolle für American Beauty
- Nominierung—MTV Movie Award bester Durchbruch für American Beauty
- Nominierung—Online Film Critics Society Award beste männliche Nebenrolle für American Beauty